# União Latina
A União Latina (UL; catalão: Unió Llatina em espanhol: Unión Latina; em francês: Union Latine; em italiano: Unione Latina; em romeno: Uniunea Latină) foi uma organização internacional de nações que usam línguas românicas, cujas atividades foram encerradas em 2012. Com sede em Paris, França, seu objetivo era proteger, projetar e promover a herança cultural dos povos românicos. Fundada em Madrid, na Espanha, em 1954, as atividades tiveram início apenas em 1983 e o número de membros passou de 12 para 36 Estados nacionais, incluindo países na América, Europa, Ásia-Pacífico e na África.
Devido a dificuldades financeiras, em 26 de janeiro de 2012, a União Latina anunciou a suspensão de suas atividades. Em 31 de julho de 2012, a dissolução foi totalmente efetivada.

## Filiação
Qualquer nação que quisesse se juntar a União Latina precisaria seguir os seguintes critérios:
- Critérios linguísticos:
  - Ter uma língua de origem latina como oficial, usada na educação e comumente usada na mídia de massa e/ou na vida diária.
- Critérios linguísticos / culturais:
  - Existência de literatura significativa em uma língua de origem latina;
  - Imprensa e publicação em língua latina;
  - Televisão com uma grande proporção da programação em um idioma latino;
  - Rádio amplamente transmitido em um idioma de origem latina.
- Critérios culturais:
  - Herança direta ou indireta do legado da Roma Antiga, ao qual o Estado permanece fiel e que se perpetua principalmente por meio da educação do latim;
  - Educação cultural de línguas estrangeiras de origem latina;
  - Programas de intercâmbio com outros países latinos;
  - Organização social, principalmente no plano jurídico, baseada no respeito às liberdades fundamentais, nos princípios gerais dos direitos humanos e da democracia, na tolerância e na liberdade religiosa;

## Línguas oficiais
As línguas oficiais da União Latina eram espanhol, francês, italiano, português, romeno e catalão. Espanhol, francês, italiano e português foram usados como línguas de trabalho, onde todos os textos de difusão foram traduzidos para essas quatro línguas, apenas alguns foram traduzidos para o romeno e o catalão.

## Estados membros

### Espanhol
| - Bolívia - Chile - Colômbia - Costa Rica - Cuba - República Dominicana - Equador - El Salvador - Espanha - Filipinas - Guatemala - Honduras - Nicarágua - Panamá - Paraguai - Peru - Uruguai - Venezuela |

### Francês
| - França - Haiti - Costa do Marfim - Mónaco - Senegal |

### Português
| - Angola - Brasil - Cabo Verde - Timor-Leste - Guiné-Bissau - Moçambique - Portugal - São Tomé e Príncipe |

### Italiano
| - Itália - San Marino |

### Romeno
| - Moldávia - Roménia |

### Catalão
- Andorra
- O catalão também é co-oficial na Catalunha, na Comunidade Valenciana, nas Ilhas Baleares e em algumas outras áreas da Espanha e em Alguer (Itália).
- Também falado nos Pirenéus Orientais, França.

### Observadores
- Argentina
- México
- Vaticano
- Ordem Soberana e Militar de Malta

## Organização
A União era composta por três órgãos principais: o Congresso, o Conselho Executivo e a Secretaria-Geral.

### Congresso
O Congresso, constituído por representantes de todos os Estados Membros, reunia-se em assembleia ordinária de dois em dois anos. Suas principais funções eram
- aprovar o orçamento;
- definir a direção geral da União;
- receber formalmente novos Estados membros; e
- eleger e designar diferentes Estados membros para serem os presidentes, vice-presidentes e membros das suborganizados da União.

Um presidente e dois vice-presidentes também eram eleitos pelo Congresso. Oleg Serebrian, da República da Moldávia, foi o último presidente.
Existiam também dois órgãos auxiliares do Congresso: a Comissão de Adesões e a Comissão de Candidaturas.
- A Comissão de Adesões era composta por 10 Estados Membros e era responsável por promover a adesão dos Estados membros à União;
- A Comissão de Candidaturas era composta por 9 Estados membros e era responsável pelo exame da validade das candidaturas, tendo em conta a divisão geográfica, linguístico e cultural.

### Conselho executivo
O Conselho Executivo era o ramo executivo da União. Era composto por 12 Estados membros, eleitos pelo Congresso a cada quatro anos, e liderados por um presidente e dois vice-presidentes, também eleitos pelo Congresso.
Havia também duas comissões auxiliares submetidas ao Conselho Executivo:
- A Comissão de Finanças e Programas;
- A Comissão de Estátuas.

### Secretaria geral
A União Latina era dirigida por um Secretário-Geral nomeado a cada quatro anos pelo Congresso. O Secretário era responsável pela execução dos programas e pela implementação das decisões do Congresso e do Conselho Executivo em matéria de orçamento e direção geral. Jose Luis Dicenta Ballester foi ao mesmo tempo Secretário-Geral da União.
Subordinadas à Secretaria geral, havia quatro diretorias::
- Diretoria de Administração e Finanças;
- Diretoria de Cultura e Comunicação;
- Diretoria de Promoção e Educação das Línguas;
- Diretoria de Terminologia e Indústria da Língua.

### Finança
O financiamento da União era apoiado, principalmente, pelas contribuições obrigatórias dos Estados-Membros. Para algumas atividades, instituições públicas ou privadas colaboraram com a União Latina.